# Échenevex
Échenevex és un municipi francès situat al departament de l'Ain i a la regió d'Alvèrnia-Roine-Alps. L'any 2007 tenia 1.500 habitants.

## Demografia

### Població
El 2007 la població de fet d'Échenevex era de 1.500 persones. Hi havia 531 famílies de les quals 93 eren unipersonals (23 homes vivint sols i 70 dones vivint soles), 168 parelles sense fills, 254 parelles amb fills i 16 famílies monoparentals amb fills.
La població ha evolucionat segons el següent gràfic:
Habitants censats

### Habitatges
El 2007 hi havia 596 habitatges, 536 eren l'habitatge principal de la família, 36 eren segones residències i 24 estaven desocupats. 533 eren cases i 62 eren apartaments. Dels 536 habitatges principals, 453 estaven ocupats pels seus propietaris, 70 estaven llogats i ocupats pels llogaters i 14 estaven cedits a títol gratuït; 6 tenien una cambra, 18 en tenien dues, 41 en tenien tres, 62 en tenien quatre i 410 en tenien cinc o més. 507 habitatges disposaven pel capbaix d'una plaça de pàrquing. A 138 habitatges hi havia un automòbil i a 388 n'hi havia dos o més.

### Piràmide de població
La piràmide de població per edats i sexe el 2009 era:
| Homes | Edats   | Dones |
| ----- | ------- | ----- |
| 4     | 95 o +  | 1     |
| 0     | 90 a 94 | 0     |
| 6     | 85 a 89 | 1     |
| 3     | 80 a 84 | 8     |
| 8     | 75 a 79 | 6     |
| 7     | 70 a 74 | 2     |
| 21    | 65 a 69 | 9     |
| 21    | 60 a 64 | 20    |
| 25    | 55 a 59 | 43    |
| 73    | 50 a 54 | 44    |
| 57    | 45 a 49 | 56    |
| 42    | 40 a 44 | 57    |
| 65    | 35 a 39 | 63    |
| 50    | 30 a 34 | 58    |
| 24    | 25 a 29 | 28    |
| 19    | 20 a 24 | 14    |
| 36    | 15 a 19 | 49    |
| 56    | 10 a 14 | 41    |
| 58    | 5 a 9   | 57    |
| 46    | 0 a 4   | 50    |

## Economia
El 2007 la població en edat de treballar era de 1.006 persones, 763 eren actives i 243 eren inactives. De les 763 persones actives 726 estaven ocupades (400 homes i 326 dones) i 38 estaven aturades (21 homes i 17 dones). De les 243 persones inactives 59 estaven jubilades, 88 estaven estudiant i 96 estaven classificades com a «altres inactius».

### Ingressos
El 2009 a Échenevex hi havia 522 unitats fiscals que integraven 1.496 persones, la mediana anual d'ingressos fiscals per persona era de 30.715 €.

### Activitats econòmiques
Dels 33 establiments que hi havia el 2007, 2 eren d'empreses de fabricació d'altres productes industrials, 2 d'empreses de construcció, 7 d'empreses de comerç i reparació d'automòbils, 1 d'una empresa de transport, 3 d'empreses d'hostatgeria i restauració, 2 d'empreses d'informació i comunicació, 3 d'empreses immobiliàries, 7 d'empreses de serveis, 4 d'entitats de l'administració pública i 2 d'empreses classificades com a «altres activitats de serveis».
Dels 7 establiments de servei als particulars que hi havia el 2009, 2 eren tallers de reparació d'automòbils i de material agrícola, 2 electricistes, 2 restaurants i 1 agència immobiliària.
L'any 2000 a Échenevex hi havia 12 explotacions agrícoles que ocupaven un total de 432 hectàrees.

## Equipaments sanitaris i escolars
El 2009 hi havia una escola elemental.

## Poblacions més properes
El següent diagrama mostra les poblacions més properes.